# Indazol
Indazolul este un compus heterociclic aromatic, fiind alcătuit structural dintr-un nucleu benzenic condensat cu unul pirazolic.

## Obținere
Indazolul se poate obține conform următoarei succesiuni de reacții:
Au fost descrise multe alte metode recente de sinteză.